# 沈攸之
沈攸之（？—478年），字仲達，吳興武康（今浙江德清武康鎮）人，南北朝時期南朝宋將領。沈攸之是宋太尉沈慶之的堂侄，然卻曾遭到慶之所抑，更在宋前廢帝指令下親手殺死他。攸之在宋屢立功勳，終官至車騎大將軍、開府儀同三司、荊州刺史，卻在宋末起兵反對權臣蕭道成失敗，被逼自殺。

## 生平

### 奮勇立勳
沈攸之父名沈叔仁。沈攸之年少喪父，亦貧寒。元嘉二十七年（450年），宋文帝北伐失利，遭北魏軍隊反擊並南侵，朝廷於是下令徵集三吳地區丁男充兵源作抵禦，攸之亦被徵召。攸之到了建康後曾向領軍將軍劉遵考請求當個白丁隊主，但遵考認為他形相醜陋，當不了隊主，只讓他跟著沈慶之作戰。元嘉二十九年（452年），沈攸之參與討伐西陽蠻，此時才能當上隊主。翌年（453年），攸之隨武陵王劉駿起兵討伐弒父登位的太子劉劭，獲授南中郎府板長史，兼行參軍。攸之隨軍進攻建康，並在新亭與劉劭軍隊作戰，身受重傷，但最終劉駿取得勝利，誅殺劉劭並登位，即宋孝武帝，遂以攸之為太尉行參軍，封平洛縣五等侯。後歷任大司馬行參軍及員外散騎侍郎。大明三年（459年），孝武帝命沈慶之討伐據廣陵反抗的竟陵王劉誕，攸之在戰事中屢建功勳，更被箭射破了骨頭，孝武帝為了嘉許他就賞了他一支仇池步矟。劉誕被消滅後，攸之本應獲得嘉賞，但被沈慶之故意阻撓，只是讓他改任太子旅賁中郎，攸之遂十分記恨慶之。大明七年（463年），攸之因母喪離職，下葬後即獲授龍驤將軍、武康令。

### 廢帝爪牙
宋前廢帝景和元年（465年），攸之獲除豫章王劉子尚的車騎中兵參軍，直閤，與宗越及譚金等直閤將軍都得前廢帝重用，前廢帝誅殺打算廢立的顧命大臣江夏王劉義恭、柳元景、顏師伯等人時攸之亦有出力；及至廢帝要賜死沈慶之時，更派一直記恨慶之的攸之乘夜親自帶著毒藥送過去。慶之當時拒絕服毒，攸之就用被褥把他悶死。前廢帝先封攸之為東興縣侯，食邑五百；後轉其為右軍將軍，增邑一百戶。同年年末，宋明帝因政變登位，攸之等廢帝爪牙都被削奪封爵。明帝雖然沒有加害，甚至更是厚待他們，但宗越等人很不心安，加上明帝不想他們留在禁中，想將他們置於外郡，遂令他們陰謀作亂。宗越等人將圖謀也告知攸之，但攸之卻將計劃報告明帝，明帝遂立即收捕處死宗越等人。相反，攸之獲明帝召入直閤，並授東海太守。

### 濃湖破敵
攸之尚未拜官，明帝即因當時全國大部分地方都支持尋陽的晉安王劉子勛為帝，改攸之為寧朔將軍、尋陽太守，領軍進軍虎檻，以抵抗將要來襲的敵軍。攸之到虎檻後發現當時前鋒共有五支軍隊屯留在虎檻，而當時為大統的王玄謨又未到，各軍和每晚到來集結的後援部隊都各自訂立軍號，並不統一。沈攸之覺得這樣不妥當，遂自向一軍求號，其他人亦跟隨他的做法。殷孝祖後獲授為前鋒都督，但他御下方式不得人心，反而攸之對內安撫將士，對外亦對各統領保持和洽，很得人們信賴。殷孝祖不久就在進攻赭圻一戰中中流矢陣亡，頓失主帥的眾軍此時都屬意由攸之接任前鋒都督一職。都督征討諸軍事的建安王劉休仁得悉孝祖去世，就派寧朔將軍江方興及龍驤將軍劉靈遺各率三千增援赭圻。攸之認為殷孝祖之死會令敵軍有乘勝進擊的傾向，若果此時不再作進攻即是示弱，但自認為與江方興職位一樣，對方肯定不願居於自己之下，如此只會失敗。他於是在方興到後帶領著諸軍軍主前去，以期明日戮力一戰，並主動推他為主。方興聞言十分高興，但離開後諸軍主都很不滿攸之的做法，攸之卻說：「你們忘了廉頗與藺相如、寇恂與賈復的事了嗎？我本意是想救助國家、保全家族，怎會計算彼此的地位高低。而且我能夠在他之下，他卻肯定不能在我之下，同渡艱難之時，怎可以自找矛盾。」最終明天大破敵軍，並追擊至姥山。不久，朝廷詔命進沈攸之為輔國將軍，假節代孝祖督前鋒諸軍事。
敵將薛常寶繼續守赭圻與諸軍相持，但糧食已盡，敵將劉胡遂將裝滿米糧的袋子綁緊在木筏和船腹，再弄成翻船狀作掩飾，讓它們順著江水流下，讓赭圻守軍補充糧食。攸之看見後覺得有古怪，於是命人截取這些木筏和船，奪取了這些糧食。時在赭圻的堂侄沈懷寶又圖策反攸之，特意派親人楊公讚帶著書信招誘他，攸之即斬楊公讚，並將書信封呈明帝。四月辛酉（466年5月4日），薛常寶糧盡唯有突圍，攸之遂領諸軍攻下赭圻。五月壬辰日（466年6月4日），攸之進使持節、督雍梁南北秦四州郢州之竟陵諸軍事、冠軍將軍、領寧蠻校尉、雍州刺史。
接著兩軍繼續在鵲尾濃湖相持，張興世及後獻計進佔鵲尾濃湖上游，阻礙敵方糧道，沈攸之等人支持計劃，而興世亦成功進佔錢溪，但遭到劉胡的猛烈進攻。為了支援興世，沈攸之率諸軍主動進攻敵方大軍，而敵方主帥袁顗則發放流言稱錢溪已經被攻下。眾人對此流言都感恐懼，但攸之則表示若果錢溪真的已失守，必定有人逃回來，如今只是對方失利，想以流言欺騙他們，更下令眾軍不得輕舉罔動。不久果然傳來錢溪的捷報，攸之更將所俘的劉胡軍士割下來的耳和鼻送到濃湖那裏，嚇得袁顗召還劉胡作增援，攸之則待黃昏後停止進攻並退還。八月，缺糧的濃湖大軍崩潰，攸之領眾進軍尋陽，俘杀刘子勋及其母陈淑媛等，遂徙監郢州諸軍事、前將軍、郢州刺史。攸之沒有拜官，遂調為中領軍，並以平定尋陽的功勳封貞陽縣公，食邑二千戶。

### 喪師淮北
尋陽陷落後，徐州刺史薛安都等支持劉子勛的力量都相繼向明帝歸降，但明帝卻獨獨派重兵迎安都降，命攸之以前將軍置佐吏，假節與鎮軍將軍張永領大軍赴彭城，安都知道後怕明帝容不下他，遂引北魏作援。沈攸之及張永逼近彭城，屯於下礚時，魏將尉元率領的軍隊亦到，並因安都迎降而佔據彭城。攸之留運糧船在呂梁，別遣王穆之於武原守輜重，自己則與張永試圖進攻彭城，但未能攻下。相反，尉元及後留安都等守彭城，親率軍隊進攻王穆之，糧船及輜重皆被魏軍所破，穆之亦只能率敗部退到大軍處。泰始三年（467年）正月，沈攸之與張永決定撤退，當時天寒大雪，泗水冰封，攸之等只能選擇徒步南歸，很多士兵凍死凍傷，更遭魏軍追擊，敗於呂梁以東，死傷慘重。攸之因此敗而被免官，僅以貞陽縣公身份領職，鎮守淮陰。攸之隨即請求明帝再度北征，但被拒絕，他於是乾脆入朝陳請，再被拒絕，無望之下只能回鎮。六月，攸之親自押糧增援下邳，並在城池四周挖護城河，並命垣護之將一些人口遷至淮陰。攸之一直留在下邳等待陳顯達所率的千人來鎮，期間北魏有流言傳來，稱安都打算歸降，請求援軍迎接，包括攸之副手吳喜在內的眾人皆相信並建議派一千人迎接，隨著前來報告這流言的人愈來愈多，吳喜就更確信這流言。不過，攸之召集起這些前來的人，向他們表示只要薛安都派一個子弟前來即會派大軍迎接，他們有歸心的話亦可跟著薛家子弟一同來；但若無心歸來，那就不必往返徒勞了。這些人被遣還後卻沒有再回來，安都亦終沒歸附。
入秋後，明帝下令沈攸之進攻彭城，但攸之此時就以清水及泗水乾涸有礙漕運為由反對，如是者與明帝往反諫爭達七次。明帝於是大怒，下詔稱春季時沒有答應攸之所求是因為怕士兵疲勞和軍心渙散，指斥攸之現在卻不肯北討，並聲言若攸之堅拒，將改派吳喜進攻。攸之讀後恐懼，只得奉旨出兵。面對宋軍進攻，尉元則命孔伯恭領一萬兵抵禦，並將年初凍傷造成肢體傷殘的宋軍戰俘送還，以瓦解宋軍士氣。攸之出發後不久，宋明帝又後悔並立即派人追還，但當攸之將近下邳時，孔伯恭在睢口擊敗了迎接的陳顯達，並進而追擊攸之軍。八月丁酉日（467年10月2日），攸之交戰失利並受了傷，只能退到陳顯達營壘處，大軍並在當晚潰散，攸之遂棄眾南返淮陰。此役後，下邳、宿豫及淮陽亦為魏所攻下。八月壬寅日（467年10月7日），明帝以攸之持節、假冠軍將軍、行南兗州刺史。

### 伺隙荊郢
泰始四年（468年），攸之入為左衞將軍，領太子中庶子。泰始五年六月癸酉日（469年6月29日），攸之獲授持節監郢州諸軍事、郢州刺史，出鎮夏口。攸之以苛刻殘暴的手法治州，有鞭打士大夫，也有當面辱罵忤逆其意的高級屬官；一旦有人逃亡，和他同籍的十多個軍人皆受牽連。不過攸之通曉吏事，自強不息，郢州士民都怕了他，沒有人敢欺瞞他。每聽到有虎蹤都會親自領人圍捕，每次都能抓到，甚至曾經一天抓到兩三隻，即使待到黃昏仍未能抓住也會守圍夜宿，待明早繼續。另外，他在郢州大肆徵集稅賦和役力，用以修整軍備。泰始六年（470年）獲加監豫州西西陽及司州之義陽二郡軍事，並進號鎮軍將軍。
泰豫元年（472年），宋明帝去世，遗詔讓沈攸之與蔡興宗、袁粲、劉勔及褚淵五人輔政。當時益州有內亂，原荊州刺史建平王劉景素受徵入朝，新除荊州刺史蔡興宗尚未出發，就以攸之權行荊州事。攸之到江陵後亂事已平，而當時主掌朝政的明帝寵臣王道隆怕蔡興宗的剛正不阿，根本不想他外鎮荊州重地，於是故意徵還他為中書監，改以沈攸之持節都督荊湘雍益梁寧南北秦八州諸軍事、鎮西將軍、荊州刺史。攸之到了荊州後作風仍舊，並漸似有不臣之迹，無復遵從朝廷制度。
江州刺史桂陽王劉休範怨恨作為帝叔而未得顧命，打算起兵奪權，並有意招引攸之，故特命道士陳公昭假作一封天公書，標題是「沈丞相」，並送到攸之府門。攸之得函還沒拆開就知是陳公昭在搗鬼，就將他押送到建康。元徽二年（474年），休範正式起兵並直撲建康，攸之對僚屬說這次劉休範必定把他也拉下水，若果他這次不發兵勤王，肯定會加深朝野對他的疑慮，於是立即響應諸鎮勤王，派了軍主孫同及沈懷奧領兵東下，並指令他們受郢州刺史晉熙王劉燮的節度。孫同等軍剛剛過了夏口休範就敗了，於是撤返，而攸之以此獲進征西大將軍、開府儀同三司，但攸之辭讓開府。但這沒有滅低朝廷對攸之的疑慮，一直都想徵召他入朝，只是怕攸之不受命而沒有做，遂以皇太后令方式探聽攸之對徵還的意向，但攸之自稱自己沒有作朝內任職的才能，反倒能在外鎮守疆上做點貢獻，更以退為進稱「豈敢厝心去留，歸還之事，伏聽朝旨」，朝廷聞言後更是恐懼，再沒討論徵還之事了。
元徽四年（476年），南豫州刺史、建平王劉景素於京口起兵，攸之當時正在進攻峽中蠻，聞訊後立即召還軍隊打算勤王，但當時巴東太守劉攘兵及建平太守劉道欣懷疑攸之是想作亂，反命人阻斷三峽，不讓軍隊退還。攸之於是派了時任荊州西曹的劉攘兵侄兒劉天賜告知真相，命其解甲，攘兵於是解甲歸罪，攸之亦沒作追究，繼續任用他。道欣則以建平郡不降，攘兵勸降不果後就率領討蠻兵消滅他。而景素起事旋即亦遭建康軍隊所平。昇明元年（477年），領軍將軍蕭道成廢殺宋後廢帝，改立了宋順帝，主簿宗儼之及功曹臧寅勸攸之趁機起兵，但攸之顧慮兒子沈元琰尚在建康，不敢行動。順帝即位後又進攸之車騎大將軍、開府儀同三司，加班劍二十人。

### 釁亂自終
沈攸之自出鎮郢州起則有異志，及至荊州刺史已經有十萬之眾，二千多匹戰馬，糧倉滿積，大量戰艦以及錢帛武器；而蕭道成在行廢立後亦以司空錄尚書事身份掌政，權傾朝野，並有篡位之跡。其實二人昔日曾一同在殿省任職，早就有交情，甚至成了姻親，但到了此時沈攸之不甘名位向來在自己之下的道成掌握朝政，而道成又派了沈元琰到荊州，將後廢帝用來斬殺人們的器具送給他，攸之見兒子回來就再無顧忌，遂籌謀起事。昇明元年十二月丁巳日（477年12月28日），沈攸之正式起兵，宣稱皇太后賜他蠟燭，其中藏有太后手令稱「社稷之事，一以委公」，討伐專權的蕭道成。辛酉日（478年1月1日），攸之派孫同等眾人分批東下，自己亦領眾繼進，並於閏十二月癸巳日（478年2月2日）兵臨郢州州治夏口，佔據魯山。當時夏口由柳世隆防守，攸之自恃兵強而怠驕傲，而其城弱小，不想進攻，遂欲勸降，然遭柳世隆拒絕。宗儼之勸攸之攻城，但臧寅則勸攸之直取建康，覆其根本。攸之本來聽從臧寅所議，留偏軍攻夏口而自率主力攻建康，惟世隆故意派人辱罵攸之，激得攸之下令猛攻世隆，但在世隆防禦之下無法攻下。攸之屢攻不下，加上向來都不得人心，弄得部眾離心，每日逃亡的人愈來愈多，即使攸之每天都巡營撫慰將士仍然無法遏止。昇明二年正月丁卯日（478年3月8日）夜晚，劉攘兵叛投世隆後，觸發攸之軍全面潰散，再無法控制。翌日快天亮時，攸之殺劉天賜及攘兵女婿張平虜，率眾渡江，到魯山時眾將都逃跑了，身邊僅餘數十騎，但攸之仍然寄望能返回江陵，而一些散兵怕遭蠻人抄掠，也集結起來，計有二萬人隨攸之回江陵。可是，當日攸之出發時留元琰守江陵，不久即為支持蕭道成的雍州刺史張敬兒攻陷，元琰出走被殺；攸之將至江陵時得知江陵已失，自己再無據點，那些糾集的兵眾於是盡散，攸之帶著兒子沈文和逃到華容縣界，父子二人自縊於櫟林中，被當地封人斬首送呈張敬兒，敬兒則將他的首級用木條舉起，以青絲線覆蓋後放在市中展示，後送建康。其餘攸之親黨都被敬兒誅殺，財產亦為敬兒所私吞。
萧道成代宋建立南齐，后来其子齐武帝继位，念沈攸之生前功绩，于永明元年（483年）四月准许以礼重新安葬。袁粲、刘秉也在同日获此待遇。

## 性格特徵
- 沈攸之晚年愛讀書，更是手不釋卷，尤熟讀《史記》《漢書》，更言：「早知窮達有命，恨不十年讀書。」
- 沈攸之生性儉嗇，子弟都不能夠亂用財物，獨獨對弟弟沈雍之例外。
- 隨郡有一個叫雙泰真的人，有勇力及武事才幹，但攸之召請卻一直不肯來，攸之於是在得到泰真於江陵買賣物品的情報後出手將他留下來，補為隊副，亦厚待他。可是泰真根本不想留下，不久就逃走了，攸之就派了二十個士兵追還他，泰真在追捕期間殺了幾個士兵，其他人亦不敢進逼，但泰真礙於士兵追趕而無法去接母親，只好自己隻身逃到蠻中。士兵失去了泰真的蹤跡，只有帶其母回去。泰真知道母親被帶走後只好出降，攸之並不加罪，反稱其為孝子，更賜他一萬錢，進補為隊主。

## 逸事
- 沈攸之還未發跡時曾與孫超之及全景文一同乘船出遊，並登上堤岸遊樂。突然有一個人截住了他們並和他們看相，稱他們三人都將為方伯，攸之質疑怎可能三人都有這個相，但對方表示他只是依相書所指去評論。但竟然真的應驗，攸之官至荊州刺史，超之及景文分別為廣州及南豫州。
- 據說攸之知後廢帝遇弒後就想起兵，但知曉星相的葛珂之卻說：「自古以來起兵事都要看太白星，太白出現就會成功，沒有出現就會失敗。近代應驗的例子就是桂陽王在太白星沒出現時起兵，於是一戰就死了；現在蕭公廢昏立明，亦是太白沒有出現，和天象相合。而且太白不久會在東方出現，那東方用兵就有利，西方則不利。」攸之於是沒有動手。但不久攸之還是起兵，珂之以「歲星守南斗」認為不可進攻，但攸之不聽，終敗死。

## 评价
王夫之认为沈攸之和萧道成并无区别，都是图谋篡位的野心家，以袁粲、刘秉的才干即使侥幸铲除萧道成，也无法对付沈攸之，最终仍然不能延续刘宋。

## 家庭

### 兄弟
- 沈登之，攸之弟，新安太守，攸之起兵時正離職在家，遭吳興太守沈文季殺害。
- 沈雍之，攸之異母弟，鄱陽太守，其子沈僧照在齊獲立為義興憲公主之後
- 沈榮之，攸之弟，尚書庫部郎。

### 子
- 沈元琰，長子，司徒左長史。攸之起兵時留其守江陵，為張敬兒所襲，出逃被殺。
- 沈懿，次子，太子洗馬，早死。
- 沈文和，三子，中書侍郎，娶蕭道成女義興憲公主，與攸之一同自殺
- 沈幼和，五子，被張敬兒殺害
- 沈靈和，被張敬兒殺害

## 延伸阅读
[在维基数据编辑]
 《宋書/卷74》，出自沈约《宋书》

### 引用
1. ↑  《宋書·沈慶之傳》：「帝及遣慶之從子攸之齋藥賜慶之死……慶之之死也，不肯飲藥，攸之以被揜殺之。」
2. ↑  《宋書·宗越傳》：「越等既為廢帝盡力，慮太宗不能容之，上接待雖厚，內並懷懼。上亦不欲使其居中，從容謂之曰：『卿等遭罹暴朝，勤勞日久，苦樂宜更，應得自養之地。兵馬大郡，隨卿等所擇。』越等素已自疑，皆相顧失色，因謀作難。以告沈攸之，攸之具白太宗，即日收越等下獄死。」
3. ↑  《宋書·明帝紀》：「五月壬辰，以輔國將軍沈攸之為雍州刺史。」
4. ↑  《魏書·尉元傳》：「元以張永仍據險要，攻守勢倍，懼傷士卒。乃命安都與璨等固守，身率精銳，揚兵於外，分擊呂梁，絕其糧運。善居遁奔茱萸，仍與張引東走武原。馳騎追擊，斬首八百餘級。武原窮寇八千餘人，拒戰不下。元親擐甲冑，四面攻之，破穆之外營，殺傷太半，獲其輜重五百餘乘，以給彭城諸軍。然後收師緩戰，開其走路。穆之率餘燼奔於永軍。永勢挫力屈，元乘勝圍之，攻其南門，永遂捐城夜遁。伯恭、安都乘勢追擊，時大雨雪，泗水冰合，永棄船而走。元豫測永必將奔亡，身率眾軍，邀其走路，南北奮擊，大破於呂梁之東。斬首數萬級，追北六十餘里，死者相枕，手足凍斷者十八九。」
5. ↑  《魏書·尉元傳》：「伯恭大破賊軍，攸之、憘公等輕騎遁走。元書與劉彧徐州刺史王玄載，示其禍福。玄載狼狽夜走，宿豫、淮陽皆棄城而遁。」
6. ↑  《宋書·明帝紀》：「八月壬寅，以中領軍沈攸之行南兗州刺史，率眾北討。」
7. ↑  《宋書·明帝紀》：「六月癸酉，以左衞將軍沈攸之為郢州刺史。」
8. ↑  《宋書·蔡興宗傳》：「太宗崩，興宗與尚書令袁粲、右僕射褚淵、中領軍劉勔、鎮軍將軍沈攸之同被顧命。以興宗為使持節、都督荊湘雍益梁寧南北秦八州諸軍事、征西將軍、開府儀同三司、荊州刺史，加班劍二十人，常侍如故。被徵還都。時右軍將軍王道隆任參內政，權重一時……道隆等以興宗強正，不欲使擁兵上流，改為中書監、左光祿大夫，開府儀同三司、常侍如故。」
9. ↑  《資治通鑑·卷134》：「會蒼梧王遇弒，主簿宗儼之、功曹臧寅勸攸之因此起兵。攸之以其長子元琰在建康為司徒左長史，故未發。」
10. ↑  《南齊書·高帝紀上》：「養馬至二千餘匹，皆分賦戍邏將士，使耕田自食，廩財悉充倉儲。荊州作部歲送數千人仗，攸之割留，簿上供討四山蠻。裝治戰艦數百千艘，沈之靈溪裏，錢帛器械巨稱，朝廷畏之。」
11. ↑  《資治通鑑·卷134》：「蕭道成遣元琰以蒼梧王刳斫之具示攸之。攸之以道成名位素出己下，一旦專制朝權，心不平，謂元琰曰：「吾寧為王陵死，不為賈充生。」然亦未暇舉兵。乃上表稱慶，因留元琰。」
12. ↑  《南齊書·柳世隆傳》：「昇明元年冬，攸之反，遣輔國將軍中兵參軍孫同、寧朔將軍中兵參軍武寶、龍驤將軍騎兵參軍朱君拔、寧朔將軍沈惠真、龍驤將軍騎兵參軍王道起三萬人為前驅，又遣司馬冠軍劉攘兵領寧朔將軍兵參軍公孫方平、龍驤將軍中兵參軍王彌之、寧朔將軍兵參軍楊景穆二千匹騎分兵出夏口，據魯山。攸之乘輕軻數百人先大軍下住白螺洲，胡床以望其軍，有自驕色。既至郢，以郢城弱小不足攻，遣人告世隆曰：『被太后令，當蹔還都。卿既相與奉國，想得此意。』世隆使人答曰：『東下之師，久承聲問。郢城小鎮，自守而已。』攸之將去，世隆遣軍於西渚挑戰，攸之果怒，令諸軍登岸燒郭邑，築長圍攻道，顧謂人曰：『以此攻城，何城不剋！』晝夜攻戰，世隆隨宜拒應，眾皆披卻」
13. ↑  《南齊書·柳世隆傳》：「攸之素失人情，本逼以威力，初發江陵，已有叛者，至是稍多。攸之日夕乘馬歷營撫慰，而去者不息。攸之大怒，召啫軍主曰：『我被太后令，建義下都，大事若剋，白紗帽共著耳；如其不振，朝廷自誅我百口，不關餘人。比軍人叛散，皆卿等不以為意。我亦不能問叛身，自今軍中有叛者，軍主任其罪。』於是一人叛，遣十人追，並去不反。莫敢發覺，咸有異計。劉攘兵射書與世隆許降，世隆開門納之。攘兵燒營而去，火起乃覺。攸之怒，銜鬚咀之。收攘兵兄子天賜、女婿張平虜斬之。軍旅大散。攸之渡魯山岸，猶有數十匹騎自隨。宣令軍中曰：『荊州城中大有錢，可相與還取，以爲資糧。』郢城未有追軍，而散軍畏蠻抄，更相聚結，可二萬人，隨攸之，將至江陵，乃散。」
14. ↑  《資治通鑑·卷134》：「攸之無所歸，與其子文和走至華容界，皆縊於櫟林；己巳，村民斬首送江陵。敬兒擎之以楯，覆以青絲，徇諸市郭，乃送建康。敬兒誅攸之親黨，收其財物數十萬，皆以入私。」